# Begonia urticae
Begonia urticae  es una especie de hierba de la familia de las begoniáceas, que se encuentra desde Costa Rica hasta el Perú, entre los 2.000 y los 3.600 m de altitud.

## Descripción
Alcanza entre 15 y 50 cm de altura. Tallo ramificado con ramas tiernas ferrugineas. Hojas estípulas aovadas, obtusas, aristadas, de 2 a 10 mm de largo, caedizas; pecíolo de 2 a 15 mm de largo, lámina más o menos derecha, asimétrica, aovada, elíptica o elíptico-lanceolada, aguda o acuminada en el ápice, en la base uno de los lados es agudo o subagudo y el otro obtuso y decurrente, con el margen irregularmente aserrado y ciliado, penninervia, glabra o algo hírtula en la haz, en el envés punteada y con los nervios densamente pubescentes; con frecuencia  de color purpúreo achocolatado en el envés, y a veces toda la hoja rojiza. Inflorescencia con pocas flores, frecuentemente de a dos, una estaminada y otra pistilada; cápsula coronada por la larga columnilla apical. Pedúnculos axilares, erectos, de  14 a 55 mm de largo; brácteas elípticas, dentado-aserradas en el ápice, caedizas.
Flor estaminada con pedicelos de 6 a 18 mm de largo, delgados; 4 tépalos de 3 a 8 mm de largo, blancos o rojos o los exteriores rojizos y los interiores blancos; estambres colocados en una columnilla de 2 mm de alto, con filamentos cortos, anteras lineares rosadas y conectivo ligeramente prolongado. Flor pistilada con pedicelos algo menores que los de las flores masculinas; bractéolas elípticas, caducas; 5 tépalos blancos o rojos, elípticos, más o menos iguales entre sí, de 3 a 5 mm de largo, los exteriores a veces pilosos; 3 estilos, divididos en muchas ramas estigmáticas; ovario con placentas bilameladas. Fruto en cápsula de base obtusa, con tres cuernecillos ascendentes;columna apical larga; con semillas elípticas de 1 mm de largo.